# AZS Lwów
AZS Lwów – polski klub sportowy z siedzibą we Lwowie. Zebranie założycielskie odbyło się 8 marca 1922 roku. Pierwszym prezesem został Otto Wagner. Klub został rozwiązany podczas II wojny światowej.

## Sekcje
- Piłki nożnej
- Lekkoatletyczna
- Strzelecka
- Hokeja na lodzie
- Gier sportowych (koszykówka, siatkówka, hazena, szczypiorniak)
  - Skład drużyny siatkarek z 1935 r.: Batiuk, Jaworska, Krzyska, Kijowska, Adamska, Roztocka, Rajska, Cudówna, Gawędzianka.
- Tenisowa
- Narciarska (założona w listopadzie 1933 roku)
- Wodna
- Pływacka (założona pod koniec 1923 roku)
- Szachowa (założona 1933 roku)
- Tenisa stołowego (założona 1929 roku)
- Turystyczno-krajoznawcza
- Szermiercza
- Kolarska
- Bokserska
- Propagandy
- Sekcja Jarosławska (założona 17.04.1930 roku)
- Sekcja Dublańczyków (założona 1929 roku)

## Sukcesy
- Piłka siatkowa
  - Mistrzostwa Polski w piłce siatkowej kobiet (1934):  2. miejsce
  - Mistrzostwa Polski w piłce siatkowej kobiet (1935):  2. miejsce
  - Puchar Polski w piłce siatkowej mężczyzn (1936): 4. miejsce
  - Mistrzostwa Polski w piłce siatkowej mężczyzn (1938): 4. miejsce
- Koszykówka
  - Mistrzostwa Polski w koszykówce kobiet (1938):  3. miejsce
  - Mistrzostwa Polski w koszykówce mężczyzn (1939):  3. miejsce
- Piłka ręcznej
  - Mistrzostwa Polski w piłce ręcznej 11-osobowej mężczyzn (1937):  2. miejsce
- Lekkoatletyka
  - 1924:  2. miejsce Antoni Rzepka w skoku o tyczce
  - 1925:  2. miejsce Antoni Rzepka w skoku o tyczce
  - 1928:  3. miejsce Mieczysław Cena w pięcioboju
  - 1929:  1. miejsce Mieczysław Cena w rzucie oszczepem oburącz
  - 1933:  3. miejsce Jadwiga Batiuk w pięciobój
  - 1934:  2. miejsce Jadwiga Batiuk w biegu na 60 m,  3. miejsce Helena Gasparska w biegu przełajowym (1 km),  3. miejsce Jadwiga Batiuk w trójbóju.
  - 1935:   3. miejsce Eugenia Rostocka w trójboju,  1. miejsce Mieczysław Haspel w biegu na 110 m.
  - 1937:  1. miejsce Mieczysław Haspel w biegu na 110 m przez płotki,  2. miejsce Zygmunt Bochniewicz, Jerzy Bochniewicz, Henryk Krzanowski, Roman Sienicki Sztafeta 4 × 100 m,  3. miejsce Krystyna Kremer Skok w dal z miejsca
  - 1938:   2. miejsce Roman Sienicki Bieg na 100 m,   3. miejsce Roman Sienicki Bieg na 200 m,   2. miejsce Mieczysław Haspel Bieg na 110 m przez płotki,  3. miejsce Jerzy Bochniewicz, Henryk Krzanowski, Mieczysław Haspel, Roman Sienicki Sztafeta 4 × 100 m